# 249 Ilse
249 Ilse је астероид главног астероидног појаса. Приближан пречник астероида је 34,83 km,
а средња удаљеност астероида од Сунца износи 2,377 астрономских јединица (АЈ).
Инклинација (нагиб) орбите у односу на раван еклиптике је 9,625 степени, а орбитални период износи 1338,809 дана (3,665 године). Ексцентрицитет орбите астероида износи 0,217.
Апсолутна магнитуда астероида износи 11,33 а геометријски албедо 0,042.
Астероид је откривен 16. августа 1885. године.